# BA-27
BA-27 (ros. БА-27) – radziecki samochód pancerny, pierwszy opracowany w całości w ZSRR.

## Historia konstrukcji
W połowie lat dwudziestych w ZSRR zaczęto opracowywanie własnych konstrukcji wozów bojowych, które mogłyby zastąpić użytkowane w Armii Czerwonej samochody pancerne pochodzące z okresu I wojny światowej. Pracę na pierwszym projektem samochodu pancernego rozpoczęto w 1926 roku w zakładach AMO w biurze konstrukcyjnym inż. B. Strokanowa. 
Sam projekt opracowali inż. J. Ważyński i I. Wittenberg, a jako podwozie wykorzystano samochód ciężarowy AMO-F 15 produkowany w zakładach AMO. W 1927 roku zbudowano kilka prototypów samochodu, który został oznaczony jako BA-27 (skrót od Бронеавтомобиль 1927). Po zbudowaniu kilku prototypów w zakładach AMO samochód BA-27 skierowano do produkcji seryjnej, którą rozpoczęto w zakładach Iżorskich. A pierwsze seryjne samochody zostały zbudowane w 1928 roku. 
W 1929 roku do budowy samochodu BA-27 zaczęto stosować importowane podwozie pochodzące z samochodu  Ford-Timken 6x4, a wersja ta otrzymała oznaczenie BA-27M. Zastosowano w niej również mocniejszy silnik o mocy 40 KM, a wprowadzone zmiany spowodowały zmniejszenie wagi do 4 100 kg. W 1937 roku kilka samochodów przebudowano na drezyny pancerne, który oznaczono jako BA-27ŻD.  
Produkcję samochodów pancernych BA-27 zakończono pod koniec 1931 roku. Łącznie zbudowano ponad 215 samochodów BA-27 obu wersji.

## Użycie
Samochody pancerne BA-27 zaczęto wprowadzać do uzbrojenia Armii Czerwonej w grudniu 1928 roku. Od razu też zostały skierowane do walk z oddziałami basmaczy w Azji Środkowej oraz w trakcie wojny z Chinami na Dalekim Wschodzie w 1929 roku.
W 1929 roku utworzono w Armii Czerwonej doświadczalny pułk zmechanizowany w skład którego wszedł dywizjon samochodów pancernych BA-27.  Przekształcony w 1930 roku w 1 Samodzielną Brygadę Zmechanizowaną. W jej składzie było 48 samochodów pancernych BA-27. Samochody tego typu wprowadzono także na wyposażenie dywizji kawalerii Armii Czerwonej.
Pod koniec lat trzydziestych samochodu BA-27 zaczęto wycofywać z jednostek bojowych i skierowano je do szkolenia, choć użyto ich jeszcze bojowo w trakcie wojny zimowej z Finlandią. 
Samochód BA-27 wystąpił też w roli samochodu pancernego okresu wojny domowej w filmie Czapajew z 1934 roku.